# Agrilinus constans
Agrilinus constans är en skalbaggsart som beskrevs av Caspar Erasmus Duftschmid 1805. Agrilinus constans ingår i släktet Agrilinus och familjen Aphodiidae. Inga underarter finns listade i Catalogue of Life.